# Hospitalkirche (Erfurt)

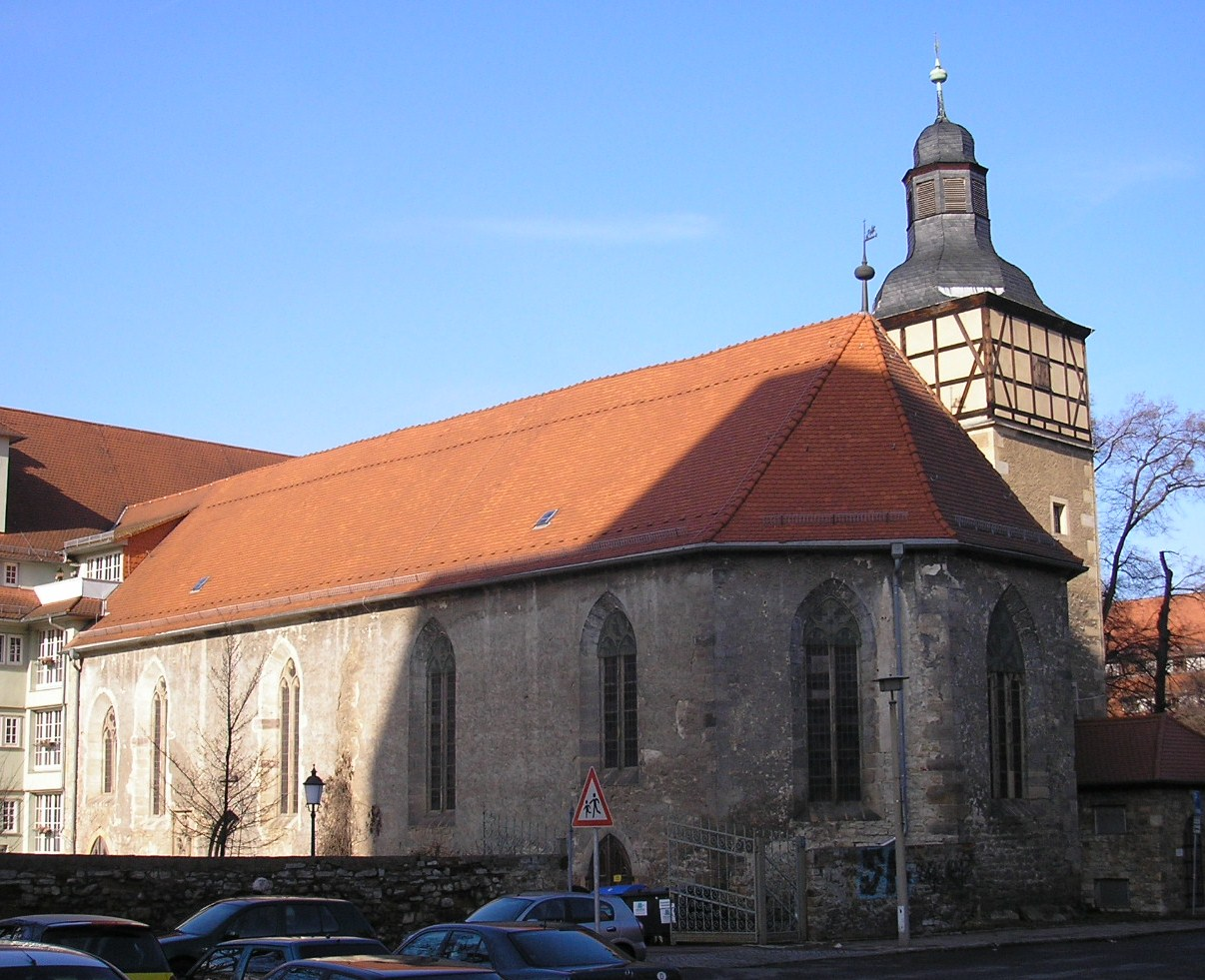
Hospitalkirche

Die Hospitalkirche „Zum Heiligen Geist“ in Erfurt gehörte früher zum sogenannten „Großen Hospital“, das sich außerhalb der Stadt in der Nähe des Krämpfertores befand. Es wurde ab 1389 anstelle des innerstädtischen Martinshospitals errichtet. Gegen Ende des 19. Jahrhunderts wurde das Hospital aufgegeben und die Kirche sowie einige andere Gebäude als Museen umgewidmet. Sie wird auch heute nicht mehr zu kirchlichen Zwecken genutzt.
Die Orgel schuf Johann Georg Schröter im Jahr 1737.